# 紺野紘矢
紺野 紘矢（こんの ひろや、1990年5月16日 - ）は、日本の元子役。

## 出演

### テレビドラマ
- 平成夫婦茶碗〜ドケチの花道〜 第3話（2000年）
- 火曜サスペンス劇場（NTV）
  - 母子誘拐（2000年）
  - 身辺警護 第10作（2002年）
- 土曜ワイド劇場
  - 森村誠一の密閉山脈（2005年）

### CM
- SONY PlayStation おねだり小僧編（1998年）
- サランラップ（1998年）
- ロッテ クランキーチョコレート（1998年）
- クオーク（2000年） - クオーク 役

### 舞台
- あんず～心の扉を開いて（2000年） - つばさ、そら 役
- 南太平洋